# Геронтий (Чюпе)
Епи́скоп Геро́нтий (в миру Георге Чюпе, рум. Gheorghe Ciupe; род. 1 июня 1966, Хута, Клуж) — епископ Румынской православной церкви, епископ Хунедоарский, викарий Девской и Хунедоарской епархии.

## Биография
Родился 1 июня 1966 года в деревне Хута, коммуна Чиуци, жудец Клуж.
В 1972—1976 годы обучался в начальной школе в деревне Хута. В 1976—1980 годы обучался в средней школе в селе Стрэмбу. В 1980—1982 годы обучался в Агропромышленной средней школе в Беклине, жудеце Бистрица-Нэсэуд. В 1982—1984 годы обучался в профессиональной школе электротехники в Клуж-Напоке. С 3 июня 1986 по 30 октября 1987 год проходил военную службу.
С 1989 по 1994 год обучался в духовной семинарии святого Григория Богослова в Крайове. 24 июня 1990 года был пострижен в монашество. 14 сентября того же года был рукоположен в иеродиакона.
В 1994—1998 годы обучался на богословском факультете Крайовского университета, на отделении пастырского богословия. С апреля по июнь 2003 года занимался научными исследованиями в Падуе, Италия.
С 2010 по 2018 год он занимал должность епархиального административного викария, с 2018 по 2021 год — епархиального советника, а с 2021 года — епархиального административного викария епархии Девы и Хунедоары.
Поступил в докторантуру на факультете православного богословия Университета Бабеша — Бойяи в Клуж-Напоке, где защитил докторскую диссертацию на тему «Таинство покаяния и восстановление себя» («Taina pocăinței și reconstrucția sinelui»), получив степень доктора богословия в 2020 году.
25 февраля 2021 года на заседании Священного Синода Румынской православной церкви рассматривался в качестве кандидата на замещение должности викарного архиерея Девской и Хунедоарской епископии с титулом «Хунедорский», однако тогда Священный Синод избрал на эту должность Нестора (Динкулянэ).
9 февраля 2023 года на рабочем заседании Священного Синода Румынской Православной Церкви был избран викарием Девской и Хунедоарской епархии.
19 февраля 2023 года в новом кафедральном соборе города Дева состоялась был рукоположен во епископа епископ Хунедоарского, викария Девской и Хунедоарской епархии. Хиротонию совершили: митрополит Трансильванский Лаврентий (Стреза), архиепископ Томиссий Феодосий (Петреску), архиепископ Альба-Юльский Ириней (Поп), епископ Хушский Игнатий (Триф), епископ Карасенбешский Лукиан (Мик), епископ Северинский и Стрехайский Никодим (Николэеску), епископ Ковасненский и Харгитский Андрей (Молдован), епископ Александрийский и Телеорманский Галактион (Стынгэ), епископ Слатининский и Романацкий Севастиан (Пашкану), епископ Девский и Хуеоарский Нестор (Динкулянэ), епископ Дакии-Феликс Иероним (Крецу), епископ Ботошинский Никифор (Хория), епископ Фэгэрашский Иларион (Урс), епископ Бистрицкий Венедикт (Веса), епископ Лугожский Паисий (Георге), епископ Дорнинский Дамаскин (Лукиан), епископ Кришанский Емилиан (Ника), епископ Сатмарский Тимофей (Бел). Также присутствовал епископ Даниил (Стоенеску).

## Публикации
- Reconstrucția sinelui prin Taina Pocăinței // Altarul Banatului — Revista Mitropoliei Banatului, Anul XXIX (LXVIII) serie nouă, Nr. 10-12, octombrie-decembrie 2018. — pp. 68–75.
- The Mistery of Repentence during the Comunist Regime // «Ministry — witnessing — Suffering in the Church of Crist», Coord.: Pr. Florin Dobrei, Felicitas Publishing House, Stockholm, Editura Episcopiei Devei şi Hunedoarei, 2017, ISBN 978-91-982943-9-2, ISBN 978-606-8692-9. — p. 227—238.
- Taina Pocăinței în vremuri de prigoană // «Slujire — mărturisire — pătimire în Biserica lui Hristos», Coord.: Pr. Florin Dobrei, Felicitas Publising House, Stockholm, Editura Episcopiei Devei şi Hunedoarei, 2017, ISBN 9786065093560, ISBN 978-606-8692-43-2. — p. 300—310.
- Aspecte liturgice ale Tainei Pocăinței // Revista Dacia creştină, nr. 4/2017, periodic al Episcopiei Devei şi Hunedoarei. — p. 12-18.
- Actualizarea metodelor de misiune şi pastorație // Revista Dacia creştină, periodic al Episcopiei Devei şi Hunedoarei, Nr. 3/2017. — p. 39-49.
- Taina Pocăinței şi creşterea personal-ființială // Revista Dacia creştină, nr. 2/2017, periodic al Episcopiei Devei. — pp. 42–46.
- Familia creştină, spațiu de reconstrucție şi împlinire a sinelui // «Credință — Unitate — Națiune», Coord.: Pr. Florin Dobrei, Felicitas Publising House, Stockholm, Editura Episcopiei Devei şi Hunedoarei, 2018, ISBN 978-91-98144-8-6, ISBN 978-606-8692-63-0.